# День молодіжних та дитячих громадських організацій
День молодіжних та дитячих громадських організацій — свято України. Відзначається щорічно у в останню неділю червня.

## Історія свята
Свято встановлено в Україні «…з метою сприяння розвитку дитячого та молодіжного громадського руху, на підтримку ініціативи громадських організацій…» у третю неділю травня згідно з Указом Президента України Віктора Ющенка «Про День молодіжних та дитячих громадських організацій» від 27 червня 2008 р. № 599/2008.
24 травня 2011 року Президент України Віктор Янукович Указом № 600/2011 вніс зміни до Указу Президента України від 27 червня 2008 року № 599 і переніс святкування на останню неділю червня. Внаслідок цього День молодіжних та дитячих громадських організацій відзначався тоді ж, коли і День молоді.